# 利纳罗洛
利纳罗洛（義大利語：Linarolo），是意大利帕维亚省的一个市镇。总面积12平方公里，人口2638人，人口密度219.8人/平方公里（2009年）。国家统计（ISTAT）代码为018081。